# Mariakapel (Weert, Lichtenberg)

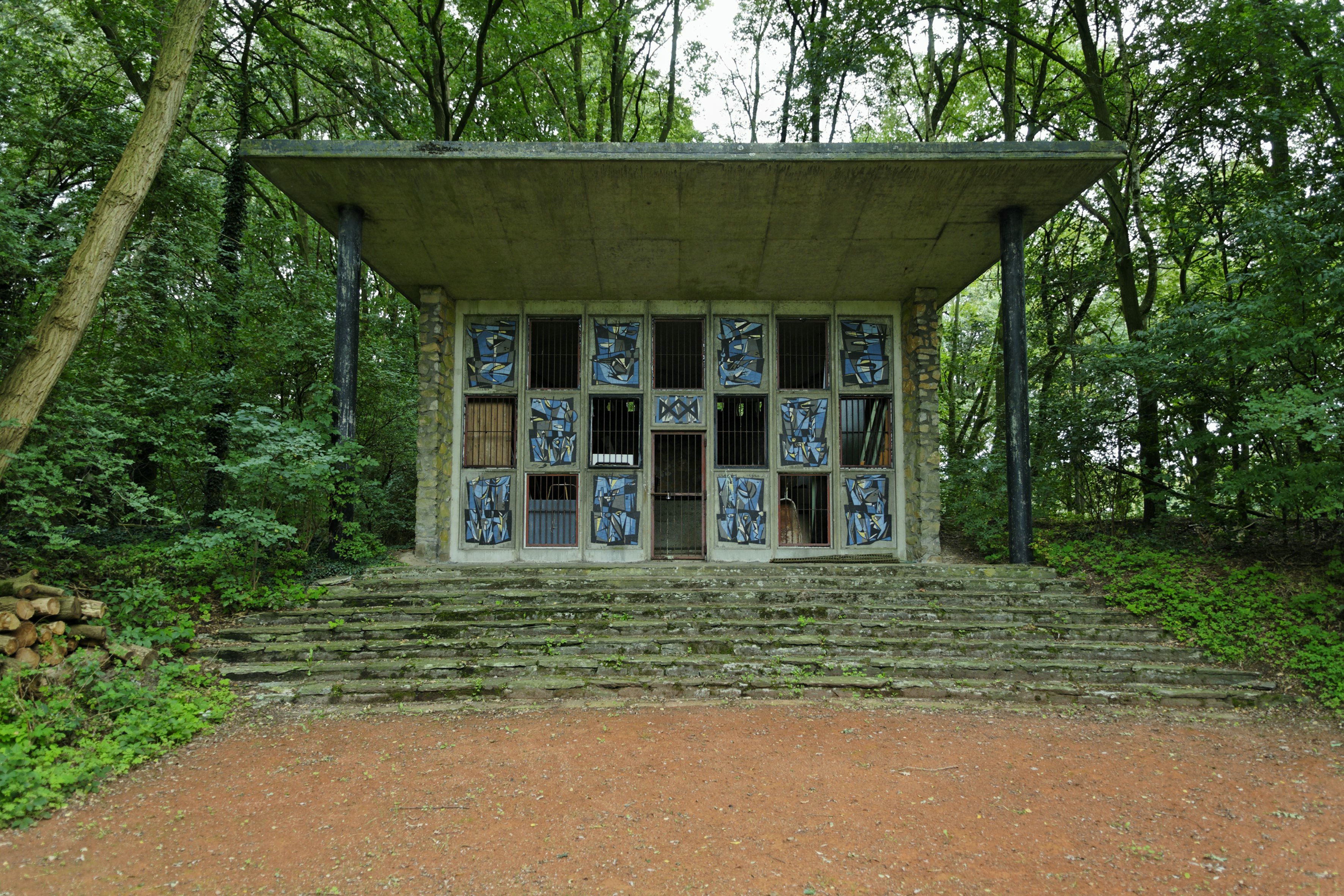
Kapel voor de restauratie

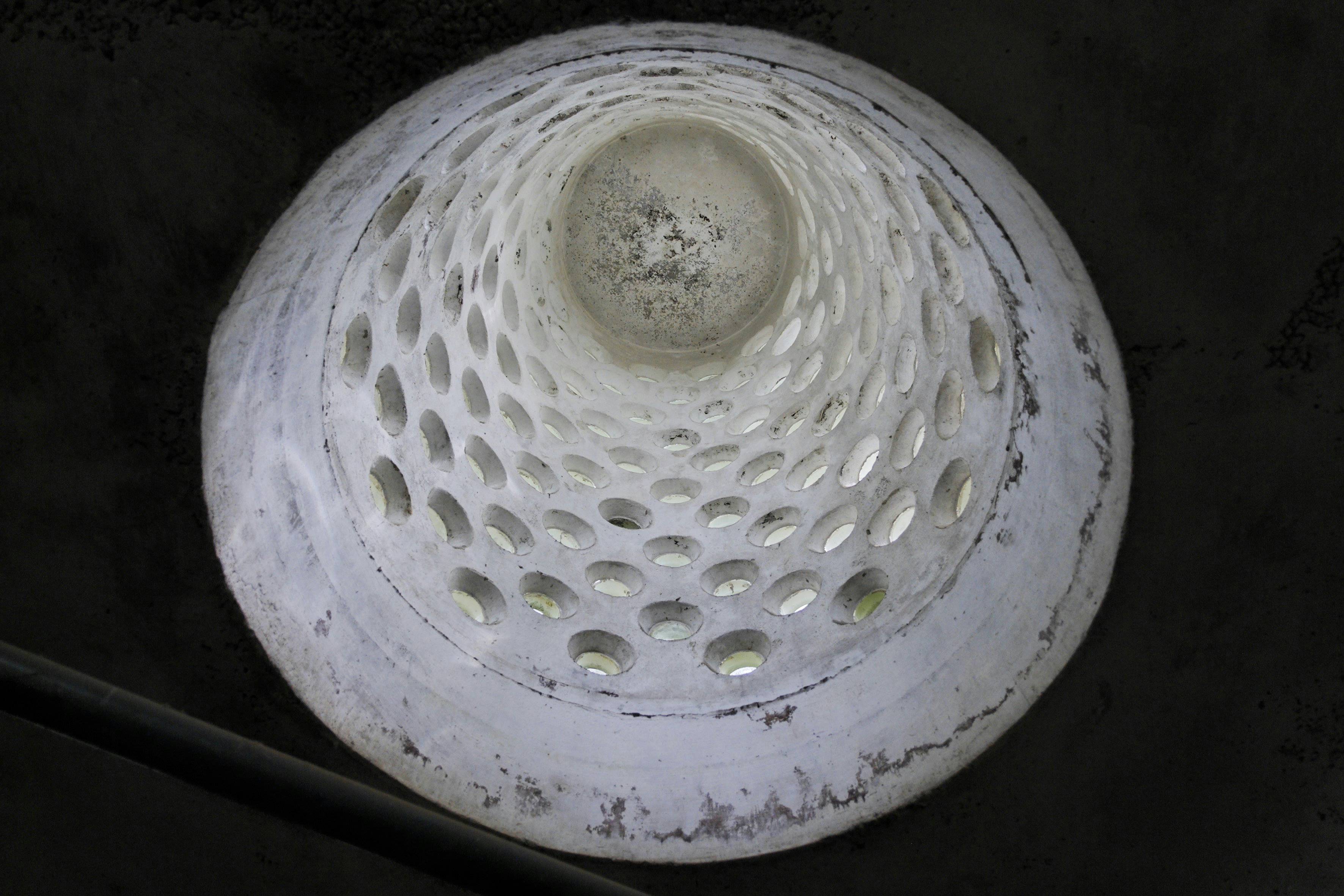
Lantaarn

De Mariakapel is een kapel in de Lichtenberg in de Nederlandse gemeente Weert. De kapel staat nabij de Nelissenhofweg en is onderdeel van een gebouwencomplex.
De kapel is gewijd aan de heilige Maria.

## Geschiedenis
Tussen 1954 en 1961 werd het complex aangelegd als faciliteit voor onderwijs, cultuur, sport en religie van het Bisschoppelijk College in Weert. In 1958 werd de kapel gebouwd naar het ontwerp van architect Pierre Weegels.
In 2011 werd de kapel en de rest van het complex opgenomen in het rijksmonumentenregister als monument uit de wederopbouwperiode 1940-1958.
In 2014 werd de kapel gerestaureerd.

## Bouwwerk
De in Nivelsteiner breuksteen gebouwde kapel is opgetrokken op een paraboolvormige plattegrond met ervoor een bordes met een trap van leisteen. Het dak rust heeft aan de voorzijde overstek en rust op twee betonnen zuilen. Ter hoogte van het altaar is op het dak een betonnen, conisch uitlopende lantaarn met ronde glazen openingen aangebracht. De muren zijn gebogen met rondboogvormige bovenlichten. De frontgevel bestaat uit een betonnen rasterwerk waarin de vakken gevuld zijn met enerzijds tegelmozaïeken met figuratieve voorstellingen naar ontwerp van Harrie Martens en anderzijds glas-in-lood.In het midden van de frontgevel is de rechthoekige toegang van de kapel gemaakt.